# Lispoides gracilis
Lispoides gracilis är en tvåvingeart som först beskrevs av Stein 1911.  Lispoides gracilis ingår i släktet Lispoides och familjen husflugor. Inga underarter finns listade i Catalogue of Life.